# Morte per GPS
Con morte per GPS ci si riferisce alla morte di persone attribuibile, almeno in parte, al seguire le indicazioni o le mappe GPS. Diverse morti in conseguenza all'uso di GPS sono state registrate nella Death Valley, in California, oltre ad un escursionista disperso nel Joshua Tree National Park, e a diversi incidenti registrati nello Stato di Washington, in Australia, Inghilterra, Italia e Brasile.

## Cause
Ci sono diversi ragioni per cui le persone che seguono le indicazioni date da un navigatore satellitare tendono a perdersi, ferirsi o morire. Oltre alle cause elencate di seguito si possono includere quelle dovute alla mancanza di un sistema di comunicazione funzionante per chiedere aiuto, che porta le persone ad avventurarsi fuori strada e a rischiare di finire in zone pericolose o di rimanere senza carburante.
- Utilizzo acritico delle indicazioni date del navigatore, prestando più attenzione al sistema di navigazione rispetto a ciò che si ha di fronte, come segnali stradali, barriere e terreno[2][3]
- Inconsapevolezza delle condizioni pericolose non rilevate dal GPS (quali il clima locale, le condizioni meteorologiche, lavori in corso e strade chiuse, impraticabili o pericolose)
- Mancanza di una mappa cartacea accurata da utilizzare insieme o al posto di quelle fornite dal GPS
- Mappe GPS obsolete o errate
- Incorretto calcolo del percorso da parte del dispositivo GPS, che tende a indirizzare verso il percorso più breve tra due posizioni indipendentemente dal fatto che sia attraversabile o meno

Allen Lin, in una ricerca del 2017, ha pubblicato un'analisi sistematica dei vari incidenti e dei ruoli che le tecnologie di navigazione hanno svolto in essi.

## Soluzioni proposte
Matthew McKenzie ha illustrato alcune precauzioni da prendere per evitare questi tipi di morte: "Non fare affidamento solo sui sistemi GPS o su altri dispositivi tecnologici, porta sempre con te una mappa cartacea, studia il clima locale e non esitare a voltarti e tornare indietro se le indicazioni che stai seguendo ti sembrano sbagliate."
Il National Park Service ha pubblicato un messaggio sulla pagina Indicazioni e trasporti del sito web ufficiale del Parco Nazionale della Valle della Morte che spiega come i dispositivi GPS siano notorialmente inaffidabili in zone così remote e di fare sempre affidamento a mappe aggiornate.